# William Hill Sports Book of the Year
Die Auszeichnung William Hill Sports Book of the Year ist ein von der Buchmacherfirma William Hill gestifteter britischer Literaturpreis. Er wird seit 1989 jährlich vergeben und zeichnet herausragende Publikationen im Themenbereich Sport aus. Die Dotierung beläuft sich auf 30.000 £ (Stand 2018), die bei mehreren Gewinnern ggf. geteilt werden.

## Preisträger
- 1989: True Blue: The Oxford Boat Race Mutiny von Dan Topolski und Patrick Robinson
- 1990: Rough Ride: An Insight into Pro Cycling von Paul Kimmage
- 1991: Muhammad Ali: His Life and Times von Thomas Hauser
- 1992: Fever Pitch: A Fan's Life von Nick Hornby
- 1993: Endless Winter: The Inside Story of the Rugby Revolution von Stephen Jones
- 1994: Football Against the Enemy von Simon Kuper
- 1995: A Good Walk Spoiled: Days and Nights on the PGA Tour von John Feinstein
- 1996: Dark Trade: Lost in Boxing von Donald McRae
- 1997: A Lot of Hard Yakka von Simon Hughes
- 1998: Angry White Pyjamas: An Oxford Poet Trains with the Tokyo Riot Police von Robert Twigger
- 1999: A Social History of English Cricket von Derek Birley
- 2000: It's Not About the Bike: My Journey Back to Life von Lance Armstrong und Sally Jenkins
- 2001: Seabiscuit: The True Story of Three Men and a Racehorse von Laura Hillenbrand
- 2002: In Black and White: The Untold Story of Joe Louis and Jesse Owens von Donald McRae
- 2003: Broken Dreams: Vanity, Greed and the Souring of British Football von Tom Bower
- 2004: Basil D'Oliveira: Cricket and Conspiracy: the Untold Story von Peter Oborne
- 2005: My Father & Other Working Class Football Heroes von Gary Imlach
- 2006: Unforgivable Blackness: The Rise and Fall of Jack Johnson von Geoffrey Ward
- 2007: Provided You Don't Kiss Me: 20 Years With Brian Clough von Duncan Hamilton
- 2008: Coming Back to Me von Marcus Trescothick
- 2009: Harold Larwood von Duncan Hamilton
- 2010: Beware of the Dog von Brian Moore
- 2011: Robert Enke. Ein allzu kurzes Leben (englisch: A Life Too Short: The Tragedy of Robert Enke) von Ronald Reng
- 2012: The Secret Race: Inside the Hidden World of the Tour de France: Doping, Cover-ups, and Winning at All Costs von Tyler Hamilton und Daniel Coyle
- 2013: Doped: The Real Life Story of the 1960s Racehorse Doping Gang von Jamie Reid
- 2014: Night Games: A Journey to the Dark Side of Sport von Anna Krien
- 2015: The Game of Our Lives: The Meaning and Making of English Football von David Goldblatt
- 2016: Barbarian Days: A Surfing Life von William Finnegan
- 2017: Tom Simpson: Bird on a Wire von Andy McGrath
- 2018: The Lost Soul of Eamonn Magee von Paul Gibson und A Boy in the Water von Tom Gregory
- 2019: The Great Romantic: Cricket and the Golden Age of Neville Cardus von Duncan Hamilton
- 2020: The Rodchenkov Affair: How I Brought Down Russia's Secret Doping Empire von Grigori Rodtschenkow
- 2021: Why We Kneel, How We Rise von Michael Holding
- 2022: Beryl: In Search of Britain's Greatest Athlete von Jeremy Wilson
- 2023: Good For a Girl von Lauren Fleshman